# Riekophion bolus
Riekophion bolus är en stekelart som beskrevs av Ian D. Gauld 1977. Riekophion bolus ingår i släktet Riekophion och familjen brokparasitsteklar. Inga underarter finns listade i Catalogue of Life.